# Oud Ade
Oud Ade est un village dans la commune néerlandaise de Kaag en Braassem, dans la province de la Hollande-Méridionale.

## Galerie

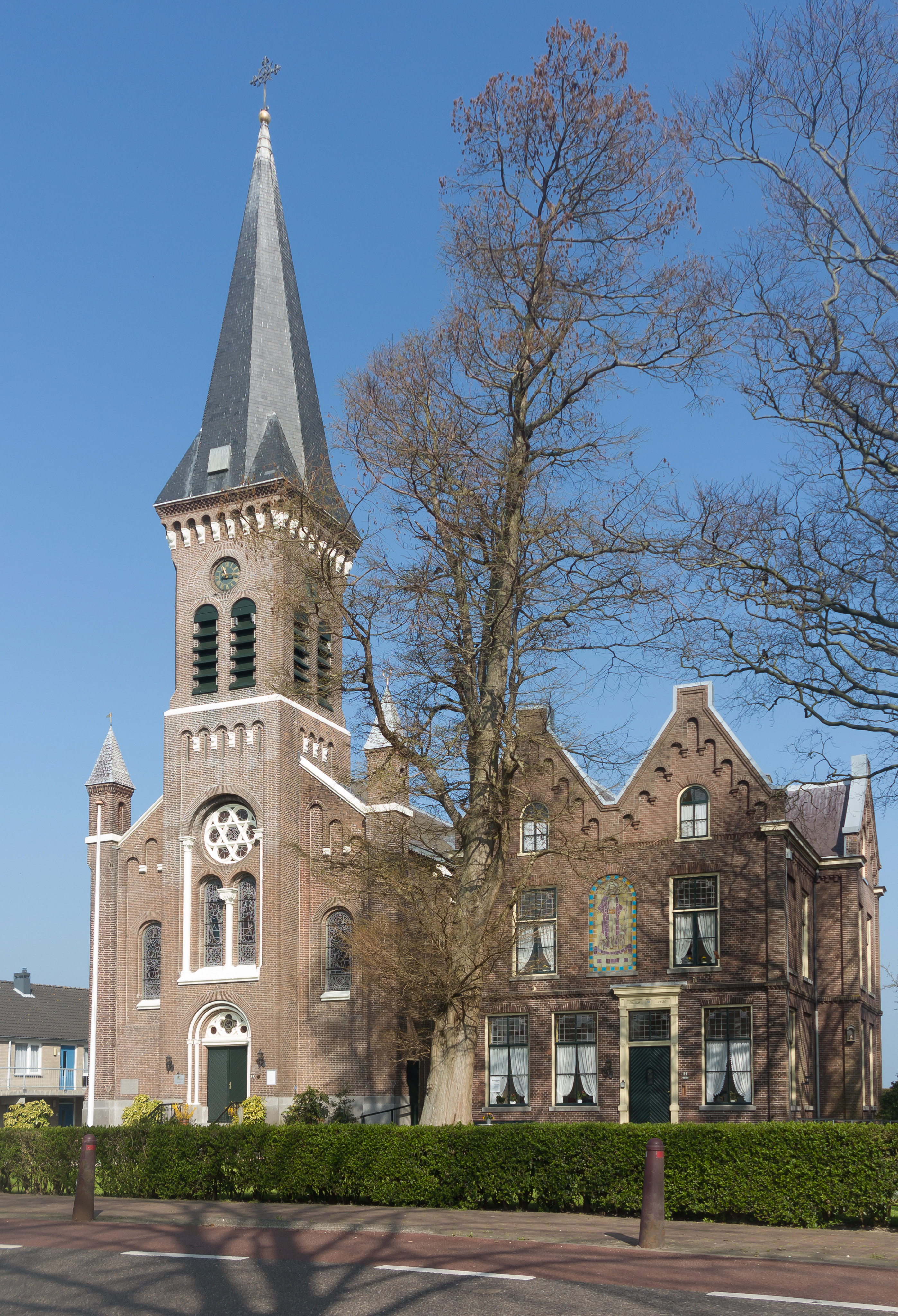
L'église catholique et le presbytère
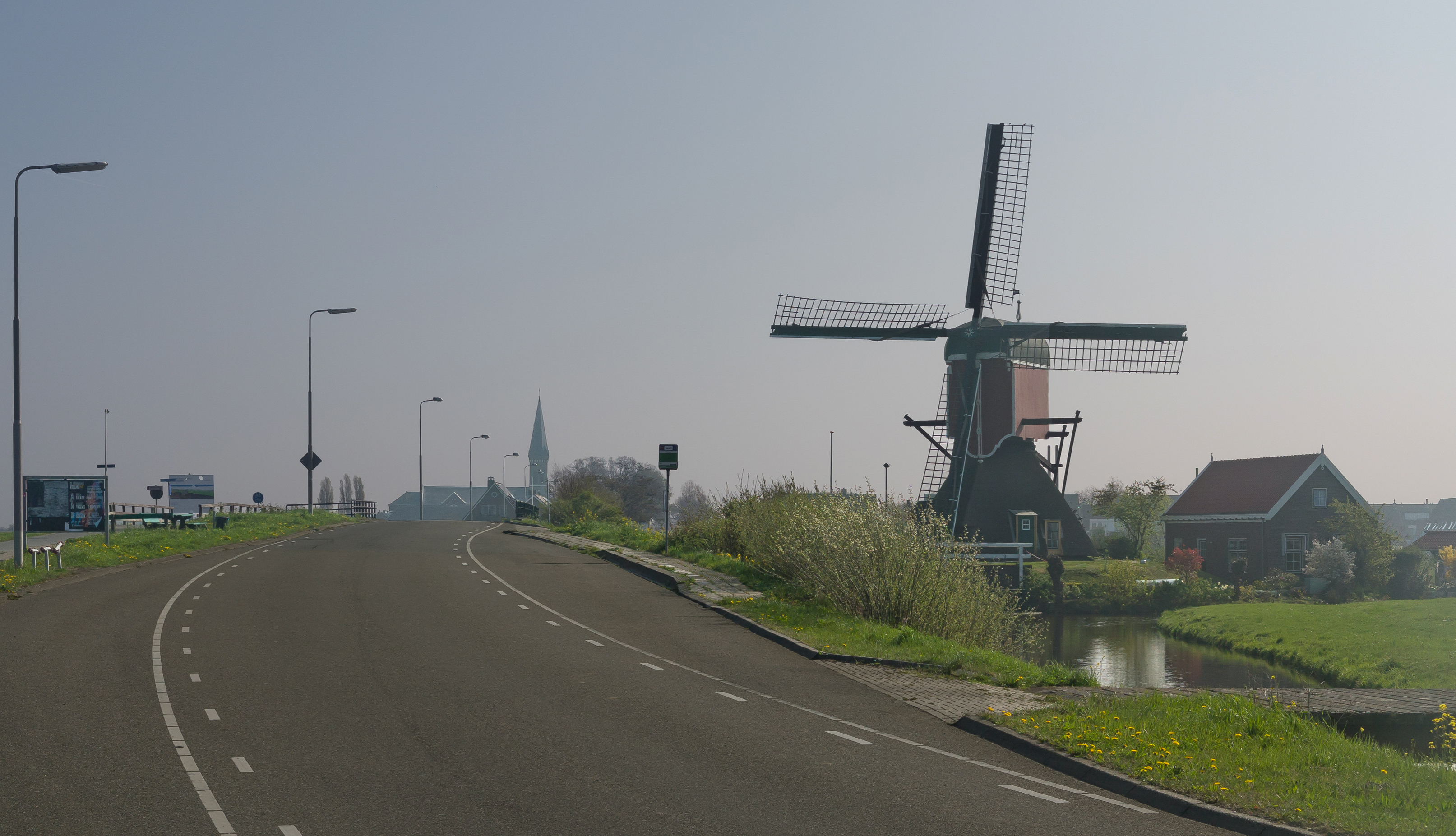
Le moulin (de Vrouw Vennemolen) avec au fond l'église catholique
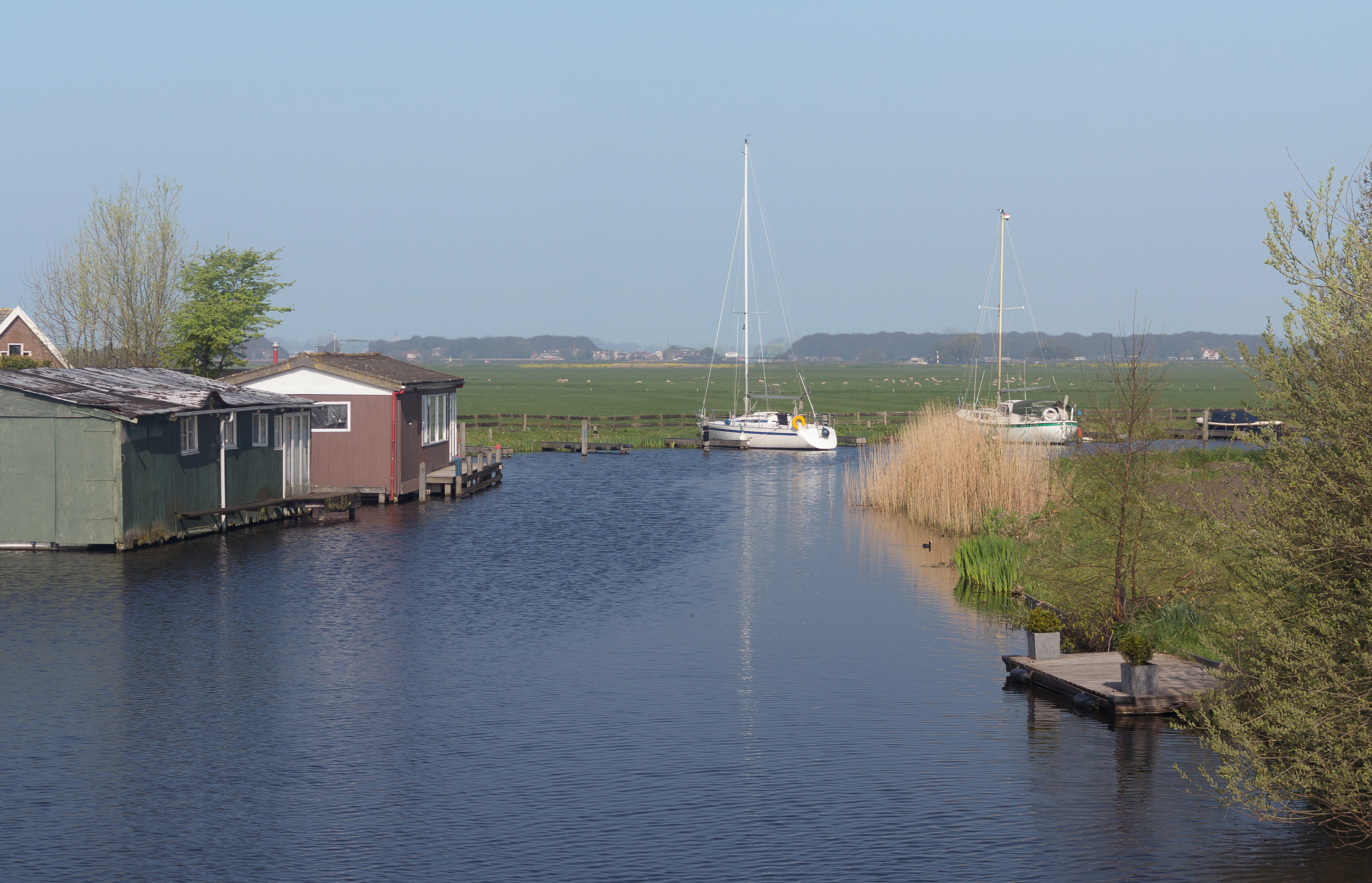
Le panorama entre Oud Ade et Warmond